# 金茨爾塞格米爾巴赫河

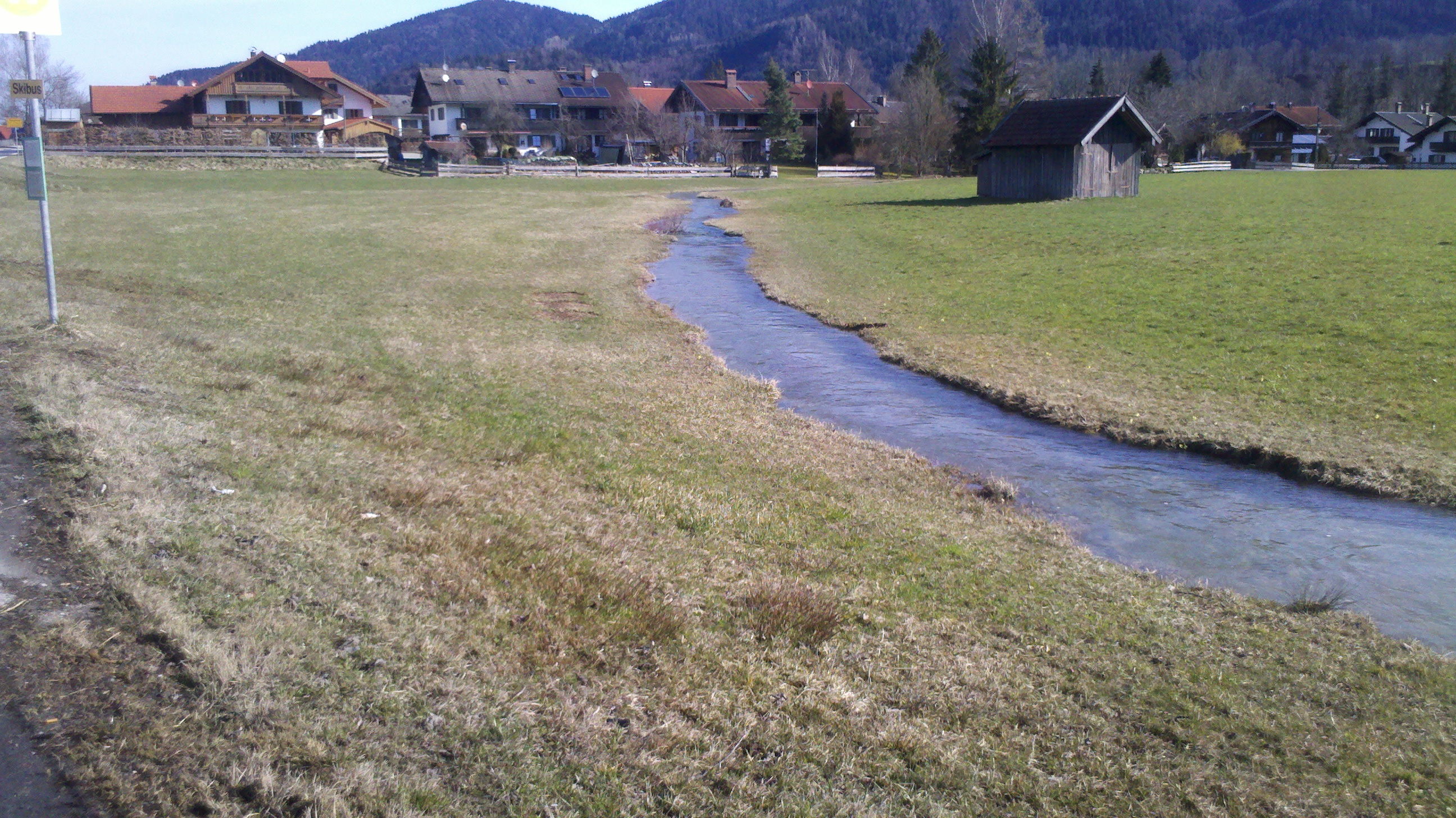

47°39′34″N 11°35′02″E / 47.65936°N 11.58384°E
金茨爾塞格米爾巴赫河（德語：Kienzlsägmühlbach），是德國的河流，位於該國東南部，由巴伐利亞負責管轄，該河流屬於伊薩爾河的左支流，河道全長0.8公里。